# Пирило (Козенца)
Пирило је насеље у Италији у округу Козенца, региону Калабрија.
Према процени из 2011. у насељу је живело 68 становника. Насеље се налази на надморској висини од 424 м.